# 이익한
이익한(李翊漢, 1609년 - 1668년)은 조선 중기의 문신이자 서예가이다. 종실 정혜공 밀산군(密山君) 이찬(李澯)의 장남이다.

## 생애
조선 중기의 문신으로 본관은 전주, 휘는 익한(翊漢), 자는 치흠(穉欽), 호는 향파(香坡)이다. 덕흥대원군의 현손이며, 당은군 이인령(唐恩君 李引齡)의 손자이다. 아버지는 종실 정혜공 밀산군(密山君) 이찬(李澯)이고, 어머니는 군수(郡守) 전의인(全義人) 이유훈(李有訓)의 딸로 현부인(縣夫人) 전의이씨(全義李氏)이다.
부인은 현령(縣令) 한양인(漢陽人) 조국신(趙國信)의 딸로 정부인 한양조씨(貞夫人 漢陽趙氏)이다.
밀산군의 장남으로 기유(己酉) 1609년(광해 1) 1월 1일 탄생하였다. 1633년(인조 11) 식년시(式年試) 진사에 급제하여 참봉을 지냈다.
1651년(효종 2) 식년시(式年試) 갑과(甲科) 문과에 장원급제하였다. 이듬해 통천군수(通川郡守)에 초임 되었으나 김세룡(金世龍) 처(인조의 딸 효명옹주<孝明翁主>)의 일로 파직되었고, 1655년(효종 6)에 금성현(錦城縣)에 있는 경현사(景賢祠)의 일로 참의직에서 물러나게 되었다.
예방승지(禮房承旨)를 거쳐, 1661년(현종 2) 판결사(判決事)가 되어 가선대부에 올랐다.
1664년(현종 5) 2월 충청도관찰사가 되었으나, 서천(舒川) 천방사(千房寺)의 승려들이 폭동을 일으키자 조정(朝廷)에 보고하지 않고, 공주영장(公州營將) 양일한(楊逸漢)으로 하여금 자기소관이 아닌 한산(韓山)·임천(林泉) 등의 군병(郡兵)을 동원하여 승려들을 체포하고, 진압한 사실이 뒤에 조정에 보고 하지 않아 이 사실이 병마절도사에 의해 조정에 알려지자 이 때에야 비로소 분명하지 못한 죄상을 적어 이들의 중형(重刑)만 계청(啓請)한 죄로 선천(宣川)에 유배되었다.
그 뒤 풀려 나와 공조참판(工曹 參判)이 되고, 1667년(현종 8) 동지부사(冬至副使)로 청나라에 갔다가 무신(戊申) 1668년(현종 8) 5월 22일 북경(北京)에서 향년 60세로 병사했다. 청나라로 갈 당시 좌참찬의 가함(假銜)으로 갔다 하여 바로 이 직책에 추증하라는 왕명으로 바로 좌참찬에 추증되었다. 뒤에 다시 좌찬성(左贊成)에 증직되었다.
글씨를 잘 썼는데 특히 송설체(松雪體)에 뛰어났으며, 필적으로 임천(林川)의 <현감죽계조응록묘비문 縣監竹溪趙應祿墓碑文〉등이 있고, 저서로는 탐라지(耽羅志)가 있다.
묘소는 경기도 포천시 소흘읍 무봉리 절골 향적산에 있다.

## 가족관계
- 아버지 : 밀산군 이찬(密山君 李澯, 1585년 - 1658년)
- 어머니 : 현부인(縣夫人) 전의이씨(全義李氏, 1584년 - 1653년), 군수(郡守) 전의인(全義人) 이유훈(李有訓)의 딸.
  - 동생 : 이필한(李弼漢, 1612년 - 1677년)
  - 동생 : 이창한(李昌漢, 1615년 - 1649년)
  - 동생 : 이경한(李經漢, 1620년 - 1668년)
  - 여동생 : 지평(持平) 의령인(宜寧人) 남중회(南重晦)에게 출가.
  - 여동생 : 감사(監司) 양주인(楊州人) 조구석(趙龜錫, 1615년 ∼ 1665년)에게 출가.
- 후실(父) : 양녀 옥섬
  - 이복동생 : 이웅한(李雄漢, 1652년 - 1713년)
- 부인 : 정부인 한양조씨(貞夫人 漢陽趙氏, 1608년 - 1690), 현령(縣令) 한양인(漢陽人) 조국신(趙國信)의 딸.
  - 장남 : 이홍우(李弘遇, 1632년 - ?년)
  - 2남 : 이홍규(李弘逵, 1635년 - ?년), 종숙(從叔) 부사과(副司果) 이진한(李振漢, 1603년 - 1664년)에게 출계.
  - 3남 : 이홍정(李弘廷, 1633년 - 1673년)
  - 4남 : 이홍진(李弘進, 1641년 - 1673년)
  - 장녀 : 군수(郡守) 성주인(星州人) 이열(李悅)에게 출가.
  - 2녀 : 청주인(淸州人) 한성량(韓聖亮)에게 출가.
  - 3녀 : 별검(別檢) 해평인(海平人) 윤하명(尹夏明)에게 출가.